# Saturday Morning All Star Hits!
Saturday Morning All Star Hits! (O Show do Sábado no Brasil) é uma série de televisão estadunidense de animação e comédia adulta da Netflix que estreou em 10 de dezembro de 2021. Dirigido por Dave McCary e Ben Jones, o programa é estrelado por Kyle Mooney. Consiste em uma paródia dos blocos de programação de desenhos animados das manhãs de sábado dos anos 1980 e início dos anos 1990, misturando conteúdo animado e live-action. A série recebeu críticas em sua maioria positivas dos críticos.

## Sinopse
A série é uma paródia dos desenhos animados que passavam nas manhãs de sábado dos anos 1980 e início dos anos 1990, exibindo-os em um programa chamado SMASH! (diminutivo das iniciais da série), apresentado pelos irmãos gêmeos Skip e Treybor (paródia dos irmãos Chip e Pepper Foster), ambos interpretados por Kyle Mooney. Eles apresentam diversos desenhos animados e têm breves conversas entre os programas. Os desenhos incluem:
- Randy, um programa sobre um dinossauro que faz amizade com um grupo de adolescentes. Randy cai em depressão e alcoolismo após um rompimento com sua namorada Heather, uma bombeira, antes de ir para a faculdade de música. É uma paródia de Denver, the Last Dinosaur.[3]
- Os Ursinhos Criativos, um programa sobre quatro ursinhos mágicos que vivem secretamente no galpão de um designer gráfico yuppie e sua esposa. Em diversos momentos, os ursinhos oferecem um tipo de glíter mágico ao protagonista, aludindo à cocaína. Parodia programas como Care Bears, Alvin and the Chipmunks e Popples.[4]
- Pro Bros, um programa criado por Ethan Rush, conhecido como o irmão menos proeminente do controverso cantor/estrela de cinema Johnny Rash, parodiando ProStars e outras séries onde atletas profissionais interpretam eles mesmos (embora o piloto estreie no horário nobre ao invés de sábado de manhã). O antagonista "Ronnie $elfish" e seu vício em drogas são uma alegoria óbvia ao irmão de Ethan, Johnny.
- Strongimals, um programa parodiando Thundercats, Teenage Mutant Ninja Turtles e outros desenhos de ação da época. A série é posteriormente renomeada para Skip and the Strongimals, mudando radicalmente seu foco para Skip e seu bordão "uh... sanduba?" como resultado da ascensão de Skip à fama.
- Pequeno Bruce, uma comédia animada sobre a "infância louca" do comediante Bruce Chandling, semelhante a Bobby's World de Howie Mandel. Entretanto, o piloto da série é um fracasso devido às narrações excessivas de Bruce em live-action e um enredo muito pesado sobre o pai de Bruce deixando ele e sua mãe quando ele era jovem.
- All Cartoon Stars Say Don't Say Shut Up, um anúncio de serviço público semelhante a Cartoon All-Stars to the Rescue alertando contra as consequências de dizer "cala a boca" aos mais velhos. As estrelas convidadas incluem a "Presidente do País" Barbara Barone (vagamente baseada em Hillary Clinton e Tipper Gore, particularmente em suas campanhas de defesa da censura da mídia) e a famosa cantora pop Nuance (baseada em Paula Abdul).
- Slingers, uma série feita para vender brinquedos que parodia o piloto animado The Legend of the Hawaiian Slammers.
- Outros incluem breves clipes de The Meeps (satirizando The Smurfs), Crittle Littles (satirizando Muppet Babies e Kingdom Chums), o personagem Puppy the Dog (satirizando desenhos clássicos), Dr. Von Duck, Egyptian Jazz Cats (satirizando desenhos de bandas musicais), Lottie (uma sitcom adolescente em live-action satirizando Blossom) e Intimate Compromise: Casino Nights Seductions: The Animated Series (um spin-off animado infantil descontroladamente inadequado de um filme live-action para adultos, parodiando filmes como Basic Instinct, True Lies e L.A. Confidential) junto com vários clipes de filmes caseiros, noticiários e comerciais promovendo Mega Mitten da Nextronico (parodiando a infame Power Glove da Nintendo), Rude Cubes (Madballs), Sonic Yum gum (parodiando os comerciais de chiclete da Bubble Yum e da Bubble Tape), refrigerantes diet, tênis e sanduíches.

Algum tempo após o episódio 6, Treybor sai do SMASH! porque se sente ofuscado por seu irmão Skip. No final da temporada, Treybor confronta Skip durante uma transmissão ao vivo para desabafar suas frustrações, antes que sua mãe também apareça e os incite a se reconciliarem enquanto os apresenta ao seu irmão trigêmeo há muito perdido, Corbee (Nathan Fielder). Skip também deixa o SMASH! após os trigêmeos se tornarem VJs no Monday Early Afternoon Rock Song Hits (MEARSH), que mostra videoclipes de skludge rock (grunge rock) voltados para adolescentes mais velhos e jovens adultos.
A partir no episódio 4, o noticiário passa a narrar o desaparecimento das co-estrelas de Lottie, Lottie Wolfe e Sean Benjamin e a subsequente investigação policial; O namorado de Wolfe e astro Johnny Rash é inicialmente preso e julgado por suas supostas mortes (em um julgamento televisionado nacionalmente a la O.J. Simpson ), durante o qual o corpo de Benjamin é encontrado, mas o júri absolve Rash devido às pegadas correspondentes dos sapatos do assassino, contradizendo o hábito de Rash de sempre usar sapatos de pares diferentes (reminiscente do estilo de roupas de Kris Kross). Entretanto, a evidência contra Rash foi encontrada por uma garota de 9 anos chamada Katherine Logan, que viu um erro de gravação no filme de Skip and the Strongimals, onde uma figura não identificada (que se acredita ser o próprio Johnny Rash) jogou um dos tênis usados na cena do crime no Mar de D'ahai.
As piadas recorrentes incluem os nomes dos estúdios de animação GIK (uma brincadeira com a DIC Entertainment) e Herb Whibley (Walt Disney), inúmeras aparições de sanduíches e frases de efeito como "zizzu timbão" e "uh ... sanduba?".

## Lista de episódios
| N° | Título                  | Dirigido por            | Escrito por                                          | Estreia                |
| -- | ----------------------- | ----------------------- | ---------------------------------------------------- | ---------------------- |
| 1  | "Fita VHS 1: ESCOLA"    | Ben Jones & Dave McCary | Kyle Mooney, Ben Jones, Dave McCary & Scott Gairdner | 10 de dezembro de 2021 |
| 2  | "Fita VHS 2: PERDIDOS"  | Ben Jones & Dave McCary | Kyle Mooney, Ben Jones, Dave McCary & Scott Gairdner | 10 de dezembro de 2021 |
| 3  | "Fita VHS 3: ZOOLÓGICO" | Ben Jones & Dave McCary | Kyle Mooney, Ben Jones, Dave McCary & Scott Gairdner | 10 de dezembro de 2021 |
| 4  | "Fita VHS 4: SMASH!"    | Ben Jones & Dave McCary | Kyle Mooney, Ben Jones, Dave McCary & Scott Gairdner | 10 de dezembro de 2021 |
| 5  | "Fita VHS 5: NOTÍCIAS"  | Ben Jones & Dave McCary | Kyle Mooney, Ben Jones, Dave McCary & Scott Gairdner | 10 de dezembro de 2021 |
| 6  | "Fita VHS 6: FILME"     | Ben Jones & Dave McCary | Kyle Mooney, Ben Jones, Dave McCary & Scott Gairdner | 10 de dezembro de 2021 |
| 7  | "Fita VHS 7: PERIGO"    | Ben Jones & Dave McCary | Kyle Mooney, Ben Jones, Dave McCary & Scott Gairdner | 10 de dezembro de 2021 |
| 8  | "Fita VHS 8: AO VIVO"   | Ben Jones & Dave McCary | Kyle Mooney, Ben Jones, Dave McCary & Scott Gairdner | 10 de dezembro de 2021 |

## Produção
A série foi co-criada por Mooney (que interpreta Skip e Treybor), dirigida por Dave McCary (dirigindo os segmentos de ação ao vivo) e pelo animador Ben Jones, mais conhecido por seu trabalho nas série The Problem Solverz e Bob's Burgers. Foi produzida pelo criador do Saturday Night Live, Lorne Michaels.

## Recepção
A série recebeu críticas em sua maioria positivas dos críticos.